# Frank Agsteribbe
Frank Agsteribbe, né à Gand le 14 septembre 1968, est un chef d'orchestre, claveciniste, compositeur et maître de conférences belge, caractérisé notamment par son expressivité et son timbre fort. Son répertoire s'étend du XVIe siècle à la musique contemporaine. 
Frank Agsteribbe se consacre aussi bien à l'opéra qu'à la musique nouvelle et baroque, aussi bien vocale qu'instrumentale.

## Biographie
Dès l'âge de dix ans Frank Agsteribbe commence à jouer du piano et, plus tard, de l'orgue et du clavecin. Il compose aussi de petites pièces, qu'il joue avec des amis.
Il étudie le clavecin et l'orgue chez Jos van Immerseel, Gustav Leonhardt, Davitt Moroney et Luigi Ferdinando Tagliavini. Il joue avec les ensembles baroques La Petite Bande, Collegium Vocale, Huelgas Ensemble, Anima Eterna et le Concerto Köln.
Agsteribbe est également chambriste et joue avec le violoniste belge Guido de Neve. Il vit à Gand et enseigne au Conservatoire royal d'Anvers.